# Svenska mästerskapen i fälttävlan 1956
Svenska mästerskapen i fälttävlan 1956 avgjordes i Falun . Tävlingen var den 6:e upplagan av Svenska mästerskapen i fälttävlan.

## Resultat
| Placering | Ryttare          | Häst     |
| --------- | ---------------- | -------- |
| 1         | Petrus Kastenman | Illuster |
| 2         | Olle Barkander   | Patrik   |
| 3         | E Pettersson     | Tom Raid |